# Недзвецкий, Валентин Александрович
Валенти́н Алекса́ндрович Недзве́цкий (21 апреля 1936, с. Малые Щербиничи, Западная область — 22 декабря 2014) — российский литературовед, профессор МГУ.

## Биография
Окончил филологический факультет МГУ (1958). Квалификация: филолог, учитель русского языка и литературы средней школы.
Тема кандидатской диссертации: «Реализм И. А. Гончарова».
Доктор филологических наук (1994, диссертация «Фазы русского социально-универсального романа XIX в.»).
Профессор кафедры истории русской литературы филологического факультета МГУ (1996).
Член-корреспондент Международной академии наук педагогического образования, президент Ассоциации вузовских филологов (1992).
Жена — Елена Юрьевна Полтавец, литературовед.
Умер 22 декабря 2014 года. Похоронен на Битцевском кладбище (посёлок Битца, Московская область).

## Сфера научных интересов
История русской литературы XIX—XX веков, типология и история русского романа XVIII—XIX веков, история русской литературной критики XVIII—XIX веков, творчество И. А. Гончарова, И. С. Тургенева, Н. Г. Чернышевского, сравнительное литературоведение, эстетика, преподавание литературы в школе.

## Основные работы
Автор 167 научных публикаций.

### Курсы лекций
- «Русская советская литература (1917—1941)». Budapest, 1996 (второе изд. — 1991);
- «Русская советская литература (1941—1985)». Budapest, 1989;
- «Русская литературная критика XVIII—XIX вв.». М., 1994. (Рецензия: Желтова Н. И. «Лекции по советской литературе для зарубежных студентов». — «Вестник МГУ». Сер. 9, филология. 1991, № 3).

### Монографии
- И. А. Гончаров — романист и художник. М., 1992. (Рецензии: Глухов В. И., «Новая книга о великом романисте». «Вестник МГУ». Сер. 9, филология. 1993. № 5; Olaszek Barbara, «Slavia orientalis», № 3);
- Романы И. А Гончарова. М., 1996;
- Русский социально-универсальный роман XIX в.: становление и жанровая эволюция. М., 1997. (Рецензии: Александров Виктор, «Studia Slavika». 1998. № 43; Старыгина Н. Н., «Известия РАН. Серия литературы и языка». 1998. № 2);
- От Пушкина к Чехову. М., 1997;
- И. С. Тургенев: логика творчества и менталитет героя (в соавт. с Е. Ю. Полтавец и П. Г. Пустовойтом). М., 1998. (полемика: Долженков П. Н. «К спорам о мировоззрении Базарова». «Вестник МГУ». Сер. 9, филология. 2002. № 3);
- Русская «деревенская» проза (в соавт. с В. В. Филипповым). М., 1999;
- Роман Н. Г. Чернышевского «Что делать?» и его оппоненты. М., 2003;
- Роман И. А. Гончарова «Обломов». М., 2010;
- Русский роман XIX в.: спорные и нерешённые вопросы жанра. М., 2013.